# Qualificazioni al campionato europeo maschile di calcio 2016

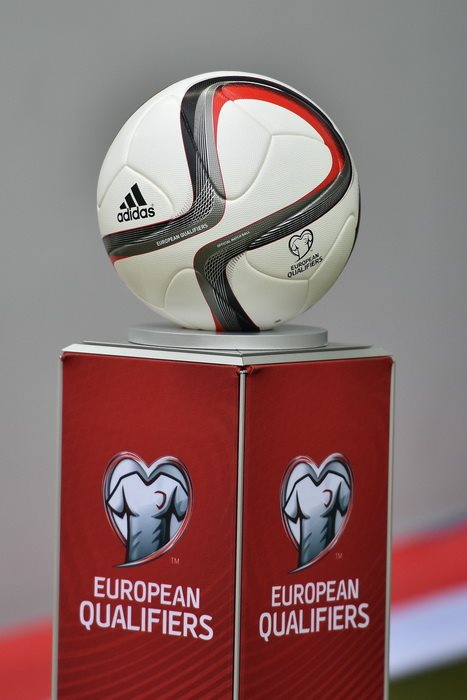
Il pallone ufficiale delle qualificazioni

Questa voce raccoglie un approfondimento sui risultati degli incontri e sulle classifiche per l'accesso alla fase finale del campionato europeo di calcio 2016.
A partire da questa edizione, le qualificazioni all'Europeo assumono la denominazione ufficiale di UEFA European Qualifiers, che verrà adottata anche per le successive qualificazioni al campionato mondiale di calcio, ed adottano un proprio logo.

## Formato e regolamento
54 membri UEFA: 24 posti disponibili per la fase finale. La Francia (in qualità di paese ospitante) è qualificata direttamente.
Rimangono 53 squadre per 23 posti disponibili per la fase finale. Le qualificazioni si compongono di due turni: 
- Fase a gruppi: 53 squadre, divise in 9 gruppi (otto da sei squadre e uno da cinque), giocano partite di andata e ritorno. Le prime e le seconde classificate di ogni gruppo e la migliore terza si qualificano alla fase finale. Le restanti terze classificate accedono allo spareggio.
- Spareggi: 8 squadre, giocano partite di andata e ritorno. Le vincenti si qualificano alla fase finale.

Per determinare la miglior terza, si guardano i punti, esclusi quelli totalizzati contro la squadra piazzatasi ultima nel girone, la differenza reti, i gol segnati ed il coefficiente UEFA.
In caso di parità di punti tra due o più squadre di uno stesso gruppo, le posizioni in classifica verranno determinate prendendo in considerazione, nell'ordine, i seguenti criteri:
1. maggiore numero di punti negli scontri diretti tra le squadre interessate (classifica avulsa);
2. migliore differenza reti negli scontri diretti tra le squadre interessate (classifica avulsa);
3. maggiore numero di reti segnate negli scontri diretti tra le squadre interessate (classifica avulsa);
4. maggiore numero di reti segnate in trasferta negli scontri diretti tra le squadre interessate (classifica avulsa);
5. migliore differenza reti;
6. maggiore numero di reti segnate;
7. maggiore numero di reti segnate in trasferta;
8. classifica del fair play;
9. sorteggio.

## Sorteggio dei gruppi
Il sorteggio si è svolto a Nizza il 23 febbraio 2014. La Francia è stata ammessa di diritto alla fase finale quale paese organizzatore e disputa delle amichevoli prestabilite con le nazionali dell'unico girone a cinque squadre. Per la prima volta partecipa alle qualificazioni la nuova federazione di Gibilterra. L'UEFA ha diviso le squadre nelle seguenti fasce di merito:
| Urna 1 | Urna 2                                                                                        | Urna 3                                                                                        | Urna 4                                                                                             | Urna 5                                                                                                   | Urna 6                                                                                           |
| --- | --------------------------------------------------------------------------------------------- | --------------------------------------------------------------------------------------------- | -------------------------------------------------------------------------------------------------- | --- | ------------------------------------------------------------------------------------------------ |
| - Spagna - Italia - Germania - Paesi Bassi - Inghilterra - Portogallo - Grecia - Russia - Bosnia ed Erzegovina | - Ucraina - Croazia - Svezia - Danimarca - Svizzera - Belgio - Rep. Ceca - Ungheria - Irlanda | - Serbia - Turchia - Slovenia - Israele - Norvegia - Slovacchia - Romania - Austria - Polonia | - Montenegro - Armenia - Scozia - Finlandia - Lettonia - Galles - Bulgaria - Estonia - Bielorussia | - Islanda - Irlanda del Nord - Albania - Lituania - Moldavia - Macedonia - Azerbaigian - Georgia - Cipro | - Lussemburgo - Kazakistan - Liechtenstein - Fær Øer - Malta - Andorra - San Marino - Gibilterra |

A causa dei diritti televisivi Spagna, Germania, Paesi Bassi, Italia e Inghilterra sono state sorteggiate nei gironi a sei squadre. Per motivi politici non sono stati possibili i seguenti accoppiamenti nello stesso girone: Azerbaigian e Armenia, Gibilterra e Spagna.
Di seguito si riporta una tabella riassuntiva dei gironi di qualificazione.
| Gruppo A                        | Gruppo B              | Gruppo C                          | Gruppo D                  | Gruppo E                    | Gruppo F                 | Gruppo G                          | Gruppo H                   | Gruppo I           |
| ------------------------------- | --------------------- | --------------------------------- | ------------------------- | --------------------------- | ------------------------ | --------------------------------- | -------------------------- | ------------------ |
| Rep. Ceca Islanda Turchia       | Belgio Galles         | Spagna Slovacchia                 | Germania Polonia          | Inghilterra Svizzera        | Irlanda del Nord Romania | Austria Russia                    | Italia Croazia             | Portogallo Albania |
| Rep. Ceca Islanda Turchia       | Bosnia ed Erzegovina  | Ucraina                           | Irlanda                   | Slovenia                    | Ungheria                 | Svezia                            | Norvegia                   | Danimarca          |
| Paesi Bassi Kazakistan Lettonia | Israele Cipro Andorra | Bielorussia Lussemburgo Macedonia | Scozia Georgia Gibilterra | Estonia Lituania San Marino | Finlandia Fær Øer Grecia | Montenegro Liechtenstein Moldavia | Bulgaria Azerbaigian Malta | Serbia Armenia     |

 Sono segnate in verde le Nazionali qualificate alla fase finale, in giallo quelle qualificate agli spareggi, in rosso quelle escluse dalla competizione europea. 

## Fase a gironi

### Gruppo A
| Squadra     | P.ti | G  | V | P | S | RF | RS | DR  |
| ----------- | ---- | -- | - | - | - | -- | -- | --- |
| Rep. Ceca   | 22   | 10 | 7 | 1 | 2 | 19 | 14 | +5  |
| Islanda     | 20   | 10 | 6 | 2 | 2 | 17 | 6  | +11 |
| Turchia     | 18   | 10 | 5 | 3 | 2 | 14 | 9  | +5  |
| Paesi Bassi | 13   | 10 | 4 | 1 | 5 | 17 | 14 | +3  |
| Kazakistan  | 5    | 10 | 1 | 2 | 7 | 7  | 18 | -11 |
| Lettonia    | 5    | 10 | 0 | 5 | 5 | 6  | 19 | -13 |

| Squadra     | Paesi Bassi (bandiera) | Rep. Ceca (bandiera) | Turchia (bandiera) | Lettonia (bandiera) | Islanda (bandiera) | Kazakistan (bandiera) |
| ----------- | ---------------------- | -------------------- | ------------------ | ------------------- | ------------------ | --------------------- |
| Paesi Bassi | —                      | 2 – 3                | 1 – 1              | 6 – 0               | 0 – 1              | 3 – 1                 |
| Rep. Ceca   | 2 – 1                  | —                    | 0 – 2              | 1 – 1               | 2 – 1              | 2 – 1                 |
| Turchia     | 3 – 0                  | 1 – 2                | —                  | 1 – 1               | 1 – 0              | 3 – 1                 |
| Lettonia    | 0 – 2                  | 1 – 2                | 1 – 1              | —                   | 0 – 3              | 0 – 1                 |
| Islanda     | 2 – 0                  | 2 – 1                | 3 – 0              | 2 – 2               | —                  | 0 – 0                 |
| Kazakistan  | 1 – 2                  | 2 – 4                | 0 – 1              | 0 – 0               | 0 – 3              | —                     |

### Gruppo B
| Squadra              | P.ti | G  | V | P | S  | RF | RS | DR  |
| -------------------- | ---- | -- | - | - | -- | -- | -- | --- |
| Belgio               | 23   | 10 | 7 | 2 | 1  | 24 | 5  | +19 |
| Galles               | 21   | 10 | 6 | 3 | 1  | 11 | 4  | +7  |
| Bosnia ed Erzegovina | 17   | 10 | 5 | 2 | 3  | 17 | 12 | +5  |
| Israele              | 13   | 10 | 4 | 1 | 5  | 16 | 14 | +2  |
| Cipro                | 12   | 10 | 4 | 0 | 6  | 16 | 17 | -1  |
| Andorra              | 0    | 10 | 0 | 0 | 10 | 4  | 36 | -32 |

| Squadra              | Bosnia ed Erzegovina (bandiera) | Belgio (bandiera) | Israele (bandiera) | Galles (bandiera) | Cipro (bandiera) | Andorra (bandiera) |
| -------------------- | ------------------------------- | ----------------- | ------------------ | ----------------- | ---------------- | ------------------ |
| Bosnia ed Erzegovina | —                               | 1 – 1             | 3 – 1              | 2 – 0             | 1 – 2            | 3 – 0              |
| Belgio               | 3 – 1                           | —                 | 3 – 1              | 0 – 0             | 5 – 0            | 6 – 0              |
| Israele              | 3 – 0                           | 0 – 1             | —                  | 0 – 3             | 1 – 2            | 4 – 0              |
| Galles               | 0 – 0                           | 1 – 0             | 0 – 0              | —                 | 2 – 1            | 2 – 0              |
| Cipro                | 2 – 3                           | 0 – 1             | 1 – 2              | 0 – 1             | —                | 5 – 0              |
| Andorra              | 0 – 3                           | 1 – 4             | 1 – 4              | 1 – 2             | 1 – 3            | —                  |

### Gruppo C
| Squadra     | P.ti | G  | V | P | S | RF | RS | DR  |
| ----------- | ---- | -- | - | - | - | -- | -- | --- |
| Spagna      | 27   | 10 | 9 | 0 | 1 | 23 | 3  | +20 |
| Slovacchia  | 22   | 10 | 7 | 1 | 2 | 17 | 8  | +9  |
| Ucraina     | 19   | 10 | 6 | 1 | 3 | 14 | 4  | +10 |
| Bielorussia | 11   | 10 | 3 | 2 | 5 | 8  | 14 | -6  |
| Lussemburgo | 4    | 10 | 1 | 1 | 8 | 6  | 27 | -21 |
| Macedonia   | 4    | 10 | 1 | 1 | 8 | 6  | 18 | -12 |

| Squadra     | Spagna (bandiera) | Ucraina (bandiera) | Slovacchia (bandiera) | Bielorussia (bandiera) | Macedonia del Nord (bandiera) | Lussemburgo (bandiera) |
| ----------- | ----------------- | ------------------ | --------------------- | ---------------------- | ----------------------------- | ---------------------- |
| Spagna      | —                 | 1 – 0              | 2 – 0                 | 3 – 0                  | 5 – 1                         | 4 – 0                  |
| Ucraina     | 0 – 1             | —                  | 0 – 1                 | 3 – 1                  | 1 – 0                         | 3 – 0                  |
| Slovacchia  | 2 – 1             | 0 – 0              | —                     | 0 – 1                  | 2 – 1                         | 3 – 0                  |
| Bielorussia | 0 – 1             | 0 – 2              | 1 – 3                 | —                      | 0 – 0                         | 2 – 0                  |
| Macedonia   | 0 – 1             | 0 – 2              | 0 – 2                 | 1 – 2                  | —                             | 3 – 2                  |
| Lussemburgo | 0 – 4             | 0 – 3              | 2 – 4                 | 1 – 1                  | 1 – 0                         | —                      |

### Gruppo D
| Squadra    | P.ti | G  | V | P | S  | RF | RS | DR  |
| ---------- | ---- | -- | - | - | -- | -- | -- | --- |
| Germania   | 22   | 10 | 7 | 1 | 2  | 24 | 9  | +15 |
| Polonia    | 21   | 10 | 6 | 3 | 1  | 33 | 10 | +23 |
| Irlanda    | 18   | 10 | 5 | 3 | 2  | 19 | 7  | +12 |
| Scozia     | 15   | 10 | 4 | 3 | 3  | 22 | 12 | +10 |
| Georgia    | 9    | 10 | 3 | 0 | 7  | 10 | 16 | -6  |
| Gibilterra | 0    | 10 | 0 | 0 | 10 | 2  | 56 | -54 |

| Squadra    | Germania (bandiera) | Irlanda (bandiera) | Polonia (bandiera) | Scozia (bandiera) | Georgia (bandiera) | Gibilterra (bandiera) |
| ---------- | ------------------- | ------------------ | ------------------ | ----------------- | ------------------ | --------------------- |
| Germania   | —                   | 1 – 1              | 3 – 1              | 2 – 1             | 2 – 1              | 4 – 0                 |
| Irlanda    | 1 – 0               | —                  | 1 – 1              | 1 – 1             | 1 – 0              | 7 – 0                 |
| Polonia    | 2 – 0               | 2 – 1              | —                  | 2 – 2             | 4 – 0              | 8 – 1                 |
| Scozia     | 2 – 3               | 1 – 0              | 2 – 2              | —                 | 1 – 0              | 6 – 1                 |
| Georgia    | 0 – 2               | 1 – 2              | 0 – 4              | 1 – 0             | —                  | 4 – 0                 |
| Gibilterra | 0 – 7               | 0 – 4              | 0 – 7              | 0 – 6             | 0 – 3              | —                     |

### Gruppo E
| Squadra     | P.ti | G  | V  | P | S | RF | RS | DR  |
| ----------- | ---- | -- | -- | - | - | -- | -- | --- |
| Inghilterra | 30   | 10 | 10 | 0 | 0 | 31 | 3  | +28 |
| Svizzera    | 21   | 10 | 7  | 0 | 3 | 24 | 8  | +16 |
| Slovenia    | 16   | 10 | 5  | 1 | 4 | 18 | 11 | +7  |
| Estonia     | 10   | 10 | 3  | 1 | 6 | 4  | 9  | -5  |
| Lituania    | 10   | 10 | 3  | 1 | 6 | 7  | 18 | -11 |
| San Marino  | 1    | 10 | 0  | 1 | 9 | 1  | 36 | -35 |

| Squadra     | Inghilterra (bandiera) | Svizzera (bandiera) | Slovenia (bandiera) | Estonia (bandiera) | Lituania (bandiera) | San Marino (bandiera) |
| ----------- | ---------------------- | ------------------- | ------------------- | ------------------ | ------------------- | --------------------- |
| Inghilterra | —                      | 2 – 0               | 3 – 1               | 2 – 0              | 4 – 0               | 5 – 0                 |
| Svizzera    | 0 – 2                  | —                   | 3 – 2               | 3 – 0              | 4 – 0               | 7 – 0                 |
| Slovenia    | 2 – 3                  | 1 – 0               | —                   | 1 – 0              | 1 – 1               | 6 – 0                 |
| Estonia     | 0 – 1                  | 0 – 1               | 1 – 0               | —                  | 1 – 0               | 2 – 0                 |
| Lituania    | 0 – 3                  | 1 – 2               | 0 – 2               | 1 – 0              | —                   | 2 – 1                 |
| San Marino  | 0 – 6                  | 0 – 4               | 0 – 2               | 0 – 0              | 0 – 2               | —                     |

### Gruppo F
| Squadra          | P.ti | G  | V | P | S | RF | RS | DR  |
| ---------------- | ---- | -- | - | - | - | -- | -- | --- |
| Irlanda del Nord | 21   | 10 | 6 | 3 | 1 | 16 | 8  | +8  |
| Romania          | 20   | 10 | 5 | 5 | 0 | 11 | 2  | +9  |
| Ungheria         | 16   | 10 | 4 | 4 | 2 | 11 | 9  | +2  |
| Finlandia        | 12   | 10 | 3 | 3 | 4 | 9  | 10 | -1  |
| Fær Øer          | 6    | 10 | 2 | 0 | 8 | 6  | 17 | -11 |
| Grecia           | 6    | 10 | 1 | 3 | 6 | 7  | 14 | -7  |

| Squadra          | Grecia (bandiera) | Ungheria (bandiera) | Romania (bandiera) | Finlandia (bandiera) | Irlanda del Nord (bandiera) | Fær Øer (bandiera) |
| ---------------- | ----------------- | ------------------- | ------------------ | -------------------- | --------------------------- | ------------------ |
| Grecia           | —                 | 4 – 3               | 0 – 1              | 0 – 1                | 0 – 2                       | 0 – 1              |
| Ungheria         | 0 – 0             | —                   | 0 – 0              | 1 – 0                | 1 – 2                       | 2 – 1              |
| Romania          | 0 – 0             | 1 – 1               | —                  | 1 – 1                | 2 – 0                       | 1 – 0              |
| Finlandia        | 1 – 1             | 0 – 1               | 0 – 2              | —                    | 1 – 1                       | 1 – 0              |
| Irlanda del Nord | 3 – 1             | 1 – 1               | 0 – 0              | 2 – 1                | —                           | 2 – 0              |
| Fær Øer          | 2 – 1             | 0 – 1               | 0 – 3              | 1 – 3                | 1 – 3                       | —                  |

### Gruppo G
| Squadra       | P.ti | G  | V | P | S | RF | RS | DR  |
| ------------- | ---- | -- | - | - | - | -- | -- | --- |
| Austria       | 28   | 10 | 9 | 1 | 0 | 22 | 5  | +17 |
| Russia        | 20   | 10 | 6 | 2 | 2 | 21 | 5  | +16 |
| Svezia        | 18   | 10 | 5 | 3 | 2 | 15 | 9  | +6  |
| Montenegro    | 11   | 10 | 3 | 2 | 5 | 10 | 13 | -3  |
| Liechtenstein | 5    | 10 | 1 | 2 | 7 | 2  | 26 | -24 |
| Moldavia      | 2    | 10 | 0 | 2 | 8 | 4  | 16 | -12 |

| Squadra       | Russia (bandiera) | Svezia (bandiera) | Austria (bandiera) | Montenegro (bandiera) | Moldavia (bandiera) | Liechtenstein (bandiera) |
| ------------- | ----------------- | ----------------- | ------------------ | --------------------- | ------------------- | ------------------------ |
| Russia        | —                 | 1 – 0             | 0 – 1              | 2 – 0                 | 1 – 1               | 4 – 0                    |
| Svezia        | 1 – 1             | —                 | 1 – 4              | 3 – 1                 | 2 – 0               | 2 – 0                    |
| Austria       | 1 – 0             | 1 – 1             | —                  | 1 – 0                 | 1 – 0               | 3 – 0                    |
| Montenegro    | 0 - 3*            | 1 – 1             | 2 – 3              | —                     | 2 – 0               | 2 – 0                    |
| Moldavia      | 1 – 2             | 0 – 2             | 1 – 2              | 0 – 2                 | —                   | 0 – 1                    |
| Liechtenstein | 0 – 7             | 0 – 2             | 0 – 5              | 0 – 0                 | 1 – 1               | —                        |

* a tavolino

### Gruppo H
| Squadra      | P.ti | G  | V | P | S | RF | RS | DR  |
| ------------ | ---- | -- | - | - | - | -- | -- | --- |
| Italia       | 24   | 10 | 7 | 3 | 0 | 16 | 7  | +9  |
| Croazia (-1) | 20   | 10 | 6 | 3 | 1 | 20 | 5  | +15 |
| Norvegia     | 19   | 10 | 6 | 1 | 3 | 13 | 10 | +3  |
| Bulgaria     | 11   | 10 | 3 | 2 | 5 | 9  | 12 | -3  |
| Azerbaigian  | 6    | 10 | 1 | 3 | 6 | 7  | 18 | -11 |
| Malta        | 2    | 10 | 0 | 2 | 8 | 3  | 16 | -13 |

| Squadra     | Italia (bandiera) | Croazia (bandiera) | Norvegia (bandiera) | Bulgaria (bandiera) | Azerbaigian (bandiera) | Malta (bandiera) |
| ----------- | ----------------- | ------------------ | ------------------- | ------------------- | ---------------------- | ---------------- |
| Italia      | —                 | 1 – 1              | 2 – 1               | 1 – 0               | 2 – 1                  | 1 – 0            |
| Croazia     | 1 – 1             | —                  | 5 – 1               | 3 – 0               | 6 – 0                  | 2 – 0            |
| Norvegia    | 0 – 2             | 2 – 0              | —                   | 2 – 1               | 0 – 0                  | 2 – 0            |
| Bulgaria    | 2 – 2             | 0 – 1              | 0 – 1               | —                   | 2 – 0                  | 1 – 1            |
| Azerbaigian | 1 – 3             | 0 – 0              | 0 – 1               | 1 – 2               | —                      | 2 – 0            |
| Malta       | 0 – 1             | 0 – 1              | 0 – 3               | 0 – 1               | 2 – 2                  | —                |

### Gruppo I
| Squadra     | P.ti | G | V | P | S | RF | RS | DR |
| ----------- | ---- | - | - | - | - | -- | -- | -- |
| Portogallo  | 21   | 8 | 7 | 0 | 1 | 11 | 5  | +6 |
| Albania     | 14   | 8 | 4 | 2 | 2 | 10 | 5  | +5 |
| Danimarca   | 12   | 8 | 3 | 3 | 2 | 8  | 5  | +3 |
| Serbia (-3) | 4    | 8 | 2 | 1 | 5 | 8  | 13 | -5 |
| Armenia     | 2    | 8 | 0 | 2 | 6 | 5  | 14 | -9 |

| Squadra    | Portogallo (bandiera) | Danimarca (bandiera) | Serbia (bandiera) | Armenia (bandiera) | Albania (bandiera) |
| ---------- | --------------------- | -------------------- | ----------------- | ------------------ | ------------------ |
| Portogallo | —                     | 1 – 0                | 2 – 1             | 1 – 0              | 0 – 1              |
| Danimarca  | 0 – 1                 | —                    | 2 – 0             | 2 – 1              | 0 – 0              |
| Serbia     | 1 – 2                 | 1 – 3                | —                 | 2 – 0              | 0 - 3              |
| Armenia    | 2 – 3                 | 0 – 0                | 1 – 1             | —                  | 0 – 3              |
| Albania    | 0 – 1                 | 1 – 1                | 0 – 2             | 2 – 1              | —                  |

### Raffronto tra le terze classificate
Dato che il gruppo I è composto da cinque squadre, mentre negli altri gruppi ve ne sono sei, le partite contro le squadre classificatesi al sesto posto degli altri gironi non sono valide per il conteggio dei punti delle migliori terze classificate.
La migliore terza classificata ottiene la qualificazione diretta alla fase finale del torneo, mentre le altre devono disputare gli spareggi.
| Squadra              | Pt | G | V | N | P | GF | GS | DR | Gruppo |
| -------------------- | -- | - | - | - | - | -- | -- | -- | ------ |
| Turchia              | 16 | 8 | 5 | 1 | 2 | 12 | 7  | +5 | A      |
| Ungheria             | 15 | 8 | 4 | 3 | 1 | 8  | 5  | +3 | F      |
| Ucraina              | 13 | 8 | 4 | 1 | 3 | 11 | 4  | +7 | C      |
| Norvegia             | 13 | 8 | 4 | 1 | 3 | 8  | 10 | -2 | H      |
| Danimarca            | 12 | 8 | 3 | 3 | 2 | 8  | 5  | +3 | I      |
| Svezia               | 12 | 8 | 3 | 3 | 2 | 11 | 9  | +2 | G      |
| Irlanda              | 12 | 8 | 3 | 3 | 2 | 8  | 7  | +1 | D      |
| Bosnia ed Erzegovina | 11 | 8 | 3 | 2 | 3 | 11 | 12 | -1 | B      |
| Slovenia             | 10 | 8 | 3 | 1 | 4 | 10 | 11 | -1 | E      |

## Spareggi

### Sorteggio
Otto delle nove squadre terze classificate (esclusa la migliore di queste, la Turchia, che si qualifica direttamente insieme alle prime due di ogni girone) si contenderanno gli ultimi quattro posti disponibili per accedere alla fase finale del Campionato Europeo. Per il sorteggio, le otto squadre partecipanti sono state divise in due gruppi, teste di serie e non, a seconda del ranking UEFA per nazionali. Ogni testa di serie sfiderà una squadra non testa di serie. Il sorteggio si è tenuto il 18 ottobre 2015, presso la sede della UEFA a Nyon, in Svizzera.
| Urna 1 (teste di serie)       | Urna 2 (non teste di serie) |
| ----------------------------- | --------------------------- |
| Bosnia ed Erzegovina (30,367) | Danimarca (27,140)          |
| Ucraina (30,313)              | Irlanda (26,902)            |
| Svezia (29,028)               | Norvegia (26,439)           |
| Ungheria (27,142)             | Slovenia (25,441)           |

### Partite
Le partite d'andata si sono giocate il 12, 13 e 14 novembre 2015, mentre quelle di ritorno il 15, 16 e 17 novembre 2015.
| Squadra 1            | Totale | Squadra 2 | Andata | Ritorno |
| -------------------- | ------ | --------- | ------ | ------- |
| Ucraina              | 3 - 1  | Slovenia  | 2 - 0  | 1 - 1   |
| Svezia               | 4 - 3  | Danimarca | 2 - 1  | 2 - 2   |
| Bosnia ed Erzegovina | 1 - 3  | Irlanda   | 1 - 1  | 0 - 2   |
| Norvegia             | 1 - 3  | Ungheria  | 0 - 1  | 1 - 2   |

## Statistiche

### Classifica marcatori
13 reti
- Robert Lewandowski

9 reti
- Thomas Müller
- Zlatan Ibrahimović

8 reti
- Edin Džeko
- Artëm Dzjuba

7 reti
- Marc Janko
- Gareth Bale
- Wayne Rooney
- Kyle Lafferty
- Steven Fletcher

6 reti
- Ivan Perišić
- Danny Welbeck
- Gylfi Sigurðsson
- Arkadiusz Milik
- Milivoje Novakovič

5 reti
- Kevin De Bruyne
- Eden Hazard
- Robbie Keane
- Omer Damari
- Klaas-Jan Huntelaar
- Cristiano Ronaldo
- Shaun Maloney
- Paco Alcácer
- Marek Hamšík
- Andrij Jarmolenko

4 reti
- David Alaba
- Marouane Fellaini
- Nestoras Mitidis
- Kamil Grosicki
- Bořek Dočkal
- Xherdan Shaqiri
- Burak Yılmaz

3 reti
- Ildefonso Lima
- Marko Arnautović
- Martin Harnik
- Dima Nazarov
- Dries Mertens
- Dīmītrīs Christofī
- Geōrgios Efraim
- Joel Pohjanpalo
- Tornik'e Okriashvili
- Mario Götze
- Max Kruse
- André Schürrle
- Harry Kane
- Theo Walcott
- Shane Long
- Jonathan Walters
- Gareth McAuley
- Kolbeinn Sigþórsson
- Tomer Hemed
- Graziano Pellè
- Yurïý Logvïnenko
- Valērijs Šabala
- Alexander Tettey
- Robin van Persie
- Aleksandr Kokorin
- Steven Naismith
- Zoran Tošić
- Adam Nemec
- David Silva
- Erkan Zengin
- Josip Drmić
- Haris Seferović
- Selçuk İnan
- Artem Kravec'

2 reti
- Zlatko Junuzović
- Rubin Okotie
- Rahid Amirquliyev
- Radja Nainggolan
- Stanislaŭ Drahun
- Michail Hardzejčuk
- Cimafej Kalačoŭ
- Sjarhej Karnilenka
- Milan Đurić
- Vedad Ibišević
- Haris Medunjanin
- Edin Višća
- Ilijan Micanski
- Ivelin Popov
- Marcelo Brozović
- Andrej Kramarić
- Luka Modrić
- Nicklas Bendtner
- Sergei Zenjov
- Jóan Edmundsson
- Riku Riski
- Aaron Ramsey
- Jaba K'ank'ava
- Valeri Q'azaishvili
- Mate Vatsadze
- İlkay Gündoğan
- Ross Barkley
- Raheem Sterling
- Jack Wilshere
- James McClean
- Aiden McGeady
- Steven Davis
- Birkir Bjarnason
- Aron Gunnarsson
- Tal Ben Haim
- Nir Biton
- Eran Zahavi
- Antonio Candreva
- Giorgio Chiellini
- Éder Citadin Martins
- Islambek Kuat
- Fiodor Černych
- Arvydas Novikovas
- Lars Gerson
- Aleksandar Trajkovski
- Fatos Bećiraj
- Stevan Jovetić
- Mirko Vučinić
- Joshua King
- Arjen Robben
- Wesley Sneijder
- Georginio Wijnaldum
- Grzegorz Krychowiak
- Sebastian Mila
- João Moutinho
- Pavel Kadeřábek
- Václav Pilař
- Milan Škoda
- Constantin Budescu
- Paul Papp
- Bogdan Stancu
- Sergej Ignaševič
- Adem Ljajić
- Juraj Kucka
- Róbert Mak
- Boštjan Cesar
- Nejc Pečnik
- Sergio Busquets
- Santi Cazorla
- Pedro
- Marcus Berg
- Fabian Schär
- Arda Turan
- Jevhen Konopljanka
- Jevhen Selezn'ov
- Serhij Sydorčuk
- Dániel Böde
- Krisztián Németh

1 rete
- Bekim Balaj
- Berat Djimsiti
- Shkëlzen Gashi
- Ermir Lenjani
- Mërgim Mavraj
- Armando Sadiku
- Ṙobert Arzowmanyan
- Hrayr Mkoyan
- Henrix Mxit'aryan
- Marcos Pizzelli
- Marcel Sabitzer
- Cavid Hüseynov
- Michy Batshuayi
- Christian Benteke
- Laurent Depoitre
- Nacer Chadli
- Divock Origi
- Ermin Bičakčić
- Senad Lulić
- Mihail Aleksandrov
- Nikolaj Bodurov
- Andrej Gălăbinov
- Vencislav Hristov
- Dimităr Rangelov
- Nikola Kalinić
- Mario Mandžukić
- Ivica Olić
- Danijel Pranjić
- Ivan Rakitić
- Gordon Schildenfeld
- Kōnstantinos Charalampidīs
- Jason Demetriou
- Dossa Júnior
- Vincent Laban
- Kōnstantinos Makridīs
- Giōrgos Merkīs
- Pierre-Emile Højbjerg
- Nicolai Jørgensen
- Thomas Kahlenberg
- Simon Kjær
- Jakob Poulsen
- Yussuf Poulsen
- Lasse Vibe
- Ats Purje
- Konstantin Vassiljev
- Hallur Hansson
- Christian Holst
- Róaldur Jacobsen
- Brandur Hendriksson Olsen
- Paulus Arajuuri
- Roman Erëmenko
- Jarkko Hurme
- Berat Sadik
- David Cotterill
- Hal Robson-Kanu
- Nikoloz Gelashvili
- Karim Bellarabi
- Toni Kroos
- Marco Reus
- Lee Casciaro
- Jake Gosling
- Chrīstos Aravidīs
- Nikolaos Karelīs
- Panagiōtīs Kone
- Kōstas Mītroglou
- Sōkratīs Papastathopoulos
- Kōstas Stafylidīs
- Panagiōtīs Tachtsidīs
- Phil Jagielka
- Alex Oxlade-Chamberlain
- Andros Townsend
- Robert Brady
- Cyrus Christie
- Wes Hoolahan
- John O'Shea
- Craig Cathcart
- Josh Magennis
- Niall McGinn
- Jamie Ward
- Jón Daði Böðvarsson
- Rúrik Gíslason
- Eiður Guðjohnsen
- Ragnar Sigurðsson
- Moanes Dabour
- Gil Vermouth
- Leonardo Bonucci
- Matteo Darmian
- Daniele De Rossi
- Stephan El Shaarawy
- Alessandro Florenzi
- Simone Zaza
- Renat Abdwlïn
- Samat Smaqov
- Aleksandrs Cauņa
- Aleksejs Višņakovs
- Artūrs Zjuzins
- Franz Burgmeier
- Sandro Wieser
- Deivydas Matulevičius
- Saulius Mikoliūnas
- Lukas Spalvis
- Stefano Bensi
- Mario Mutsch
- Sébastien Thill
- David Turpel
- Besart Abdurahimi
- Arijan Ademi
- Agim Ibraimi
- Adis Jahović
- Alfred Effiong
- Clayton Failla
- Michael Mifsud
- Gheorghe Boghiu
- Eugeniu Cebotaru
- Alexandru Dedov
- Alexandru Epureanu
- Dejan Damjanović
- Stefan Savić
- Žarko Tomašević
- Jo Inge Berget
- Tarik Elyounoussi
- Vegard Forren
- Mats Møller Dæhli
- Håvard Nielsen
- Håvard Nordtveit
- Alexander Søderlund
- Ibrahim Afellay
- Jeffrey Bruma
- Luciano Narsingh
- Stefan de Vrij
- Jakub Błaszczykowski
- Kamil Glik
- Bartosz Kapustka
- Krzysztof Mączyński
- Sławomir Peszko
- Łukasz Szukała
- Ricardo Carvalho
- Fábio Coentrão
- Nani
- Miguel Veloso
- Vladimír Darida
- Ladislav Krejčí
- David Lafata
- David Limberský
- Tomáš Necid
- Tomáš Sivok
- Josef Šural
- Ovidiu Hoban
- Claudiu Keșerü
- Ciprian Marica
- Alexandru Maxim
- Raul Rusescu
- Alan Dzagoev
- Dmitrij Kombarov
- Oleg Kuz'min
- Fëdor Smolov
- Matteo Vitaioli
- Ikechi Anya
- Chris Martin
- James McArthur
- Matt Ritchie
- Aleksandar Kolarov
- Nemanja Matić
- Peter Pekarík
- Kornel Saláta
- Stanislav Šesták
- Miroslav Stoch
- Vladimír Weiss
- Robert Berič
- Valter Birsa
- Branko Ilič
- Josip Iličič
- Kevin Kampl
- Dejan Lazarević
- Andraž Struna
- Jordi Alba
- Juan Bernat
- Diego Costa
- Mario Gaspar
- Andrés Iniesta
- Isco
- Álvaro Morata
- Sergio Ramos
- Jimmy Durmaz
- Emil Forsberg
- Ola Toivonen
- Eren Derdiyok
- Johan Djourou
- Blerim Džemaili
- Breel-Donald Embolo
- Gökhan Inler
- Pajtim Kasami
- Michael Lang
- Admir Mehmedi
- Valentin Stocker
- Granit Xhaka
- Serdar Aziz
- Umut Bulut
- Hakan Çalhanoğlu
- Bilal Kısa
- Oğuzhan Özyakup
- Denys Harmaš
- Balázs Dzsudzsák
- Zoltán Gera
- Richárd Guzmics
- László Kleinheisler
- Gergő Lovrencsics
- Tamás Priskin
- Zoltán Stieber
- Ádám Szalai

Autoreti
- Giedrius Arlauskis (2, pro  Svizzera e pro  Inghilterra)
- Mërgim Mavraj (1, pro  Armenia)
- Levon Hayrapetyan (1, pro  Serbia)
- Kamo Hovhannisyan (1, pro  Albania)
- Rashad Farhad Sadygov (1, pro  Croazia)
- Aljaksandr Martynovič (1, pro  Ucraina)
- Nikolaj Bodurov (1, pro  Croazia)
- Jordan Minev (1, pro  Italia)
- Dossa Júnior (1, pro  Andorra)
- Vedran Ćorluka (1, pro  Norvegia)
- Ragnar Klavan (1, pro  Svizzera)
- Ak'ak'i Khubut'ia (1, pro  Scozia)
- Mats Hummels (1, pro  Scozia)
- Jordan Pérez (1, pro  Irlanda)
- Yogan Santos (1, pro  Germania)
- Jordan Henderson (1, pro  Slovenia)
- John O'Shea (1, pro  Scozia)
- Jón Daði Böðvarsson (1, pro  Rep. Ceca)
- Giorgio Chiellini (1, pro  Azerbaigian)
- Franz Burgmeier (1, pro  Russia)
- Tomislav Pačovski (1, pro  Spagna)
- Petru Racu (1, pro  Montenegro)
- Robin van Persie (1, pro  Rep. Ceca)
- Cristian Brolli (1, pro  Inghilterra)
- Alessandro Della Valle (1, pro  Inghilterra)

## Record
- Migliore attacco:  Polonia (33 gol fatti)
- Miglior difesa:  Romania (2 gol subiti)
- Peggior attacco:  San Marino (1 gol fatto)
- Peggior difesa:  Gibilterra (56 gol subiti)
- Partita con maggiore scarto di gol:  Irlanda -  Gibilterra 7-0,  Polonia -  Gibilterra 8-1,  Gibilterra -  Polonia 0-7,  Gibilterra -  Germania 0-7,  Svizzera -  San Marino 7-0,  Liechtenstein -  Russia 0-7 (7)
- Maggior numero di vittorie:  Inghilterra (10)
- Minor numero di sconfitte:  Italia,  Inghilterra,  Romania e  Austria (0)
- Minor numero di vittorie:  Lettonia,  Andorra,  Gibilterra,  San Marino,  Moldavia,  Malta e  Armenia (0)
- Maggior numero di sconfitte:  Andorra e  Gibilterra (10)
- Maggior numero di pareggi:  Romania e  Lettonia (5)
- Miglior differenza reti:  Inghilterra (+28)
- Peggior differenza reti:  Gibilterra (-54)
- Penalità più alta inflitta: -3 (Serbia)
- Maggior numero di autoreti: Armenia, Bulgaria, Gibilterra, San Marino, Lituania (2)
- Maggior numero di autoreti a favore: Inghilterra (3)
- Miglior punteggio finale: Inghilterra (30)
- Peggior punteggio finale: Gibilterra, Andorra (0)